# Leila Khaled
Leila Khaled (àrab: ليلى خالد, Laylà Ḫālid), amb nom de guerra «Xàdia Abu Gazala» (àrab: شادية أبو غزالة, Xādiya Abū Ḡazāla), (Haifa, aleshores Mandat Britànic de Palestina, 9 d'abril de 1944) és una activista política palestina, membre del Front Popular per a l'Alliberament de Palestina (FPAP), el Consell Nacional Palestí (CNP), la Unió General de Dones Palestines (UGDP) i la Unió General d'Estudiants Palestins (UGEP).
Després de participar en els segrestos dels vols TWA 840 i El Al 219, agost de 1969 i setembre de 1970, és considerada la primera dona segrestadora d'avions comercials de la història. No obstant això, existeix el precedent d'Amina Dahbour, també membre de l'FPAP, que el 18 de febrer de 1969 participà, amb tres companys més, del segrest d'un avió Boeing 720 de la companyia El Al a l'aeroport de Zuric sense que arribés a enlairar-se. Altres fonts suggereixen que, tres anys abans, un dels membres del grup anomenat «Els Còndors», que el 27 de setembre de 1966 segrestà un avió Douglas DC-4 que partí de Buenos Aires amb destí a la província de Santa Fe i fou redirigit a les Illes Falkland per a reivindicar-ne la sobirania argentina, era una dona de nom Cristina Verrier.

## Biografia

### Origen i exili
Khaled nasqué el 9 d'abril de 1944 a la ciutat portuària de Haifa, al si d'una família palestina de classe mitjana-baixa que tingué 12 infants. Concretament, el seu pare Ali Khaled i la seva mare Jamila Lattuf tingueren set nenes i cinc nens. De forma irònica, arribà a dir que amb una família tan gran «tant podria formar un equip de futbol com enfrontar-se a les dotze tribus d'Israel». El seu pare treballà de botiguer i tingué en propietat la casa on vivien, situada al carrer de Stanton, molt a prop de Hadar, el barri jueu de la ciutat. El 9 d'abril de 1948, coincidint amb el seu quart aniversari, entre 250 i 350 civils palestins foren assassinats pels grups paramilitars sionistes Irgun i Lehi en la que es coneix com la massacre de Deir Yassin.
Quatre dies més tard, conseqüència de sagnants episodis com aquest de la Guerra araboisraeliana de 1948, la família es veié obligada a fugir, en el que es coneix com la Catàstrofe (Nakba). Ella, juntament amb set germans i la mare, marxaren cap al Líban i s'establiren al camp de refugiats de Tir. Un cop allà, sustentat per l'Agència de les Nacions Unides per als Refugiats de Palestina al Pròxim Orient (UNRWA), fou assignada aquella mateixa tardor a la llar d'infants Sheikah. Posteriorment, la família es desplaçà a Dahieh, un suburbi pobre al sud de Beirut, que esdevingué residència de nombrosos refugiats palestins des de 1948. Dahieh esdevingué, igual que d'altres zones anàlogues com el barri de Sabra o el camp de refugiats de Xatila, un indret de gran inestabilitat i inseguretat per culpa dels atacs de les Forces de Defensa d'Israel i de grups d'extrema dreta cristiana libanesa com les Falanges Libaneses (Kataeb). Sis mesos després que partissin de Haifa, el seu pare s'uní a Dahieh amb la resta de la família, després de passar aquest temps a la llar d'origen amb l'expectativa que la situació política es calmés i casa seva no fos usurpada o destruïda.
Khaled descrigué la seva infantesa com a «miserable» davant la situació d'incertesa constant amb el seu país i la seva família. El desembre de 1948, l'Assemblea General de les Nacions Unides adoptà la resolució 194, en la qual, pretesament, es garanteix que «els refugiats amb voluntat de retorn a les seves llars i de viure en pau amb el seu veïnat han de ser permesos a fer-ho tant abans com sigui possible». Com que Israel no complí l'acord, milers de famílies es veieren obligades a continuar vivint a l'exili. Malgrat que la família Khaled visqué moments de precarietat, com moltes altres de refugiades, especialment del suburbi de Dahieh, les connexions familiars que tingueren al Líban els proveïren una garantia d'estabilitat en qüestions com el menjar i l'allotjament. Dos anys més tard, a la tardor de 1950, aconseguí inscriure's a l'Escola de la Unió d'Esglésies Evangèliques per a palestins no sense abans haver aconseguit aprendre a llegir de forma autodidacta, escoltant les seves germanes llegir i revisant mentalment passatges de l'Alcorà.

### Joventut i politització
S'inicià en l'activisme polític en el període comprès entre 1956 i 1959, és a dir, quan tenia entre 12 i 15 anys, mentre cursava els seus estudis de secundària a l'Escola de Noies de Sidó. Durant aquells anys participà en el Moviment dels Nacionalistes Àrabs (MNA), el qual declarà l'alliberament de Palestina com un dels seus principals objectius, mitjançant la provisió de menjar i ajuda a combatents, fins i tot enmig de perilloses batalles. Als 16 anys, seguint els passos del seu germà gran Mohammad i les germanes Zakiah i Rahaab, s'uní a la cèl·lula libanesa del MNA com a membre oficial. La primavera de 1961 aconseguí el graduat escolar de secundària amb l'expectativa de poder entrar aquella mateixa tardor a la Universitat Americana de Beirut. Això no obstant, es trobà amb la dificultat que la seva família preferia enviar a la universitat el seu germà Khaled, malgrat que suspengué l'examen de graduació de batxillerat i ella l'aprovà amb escreix. És per això que a la seva autobiografia afirmà: «la meva família professava la igualtat com la majoria de les famílies modernes, però no la practicava». Finalment aconseguí entrar a la universitat al curs 1962/63 gràcies a l'ajuda econòmica del seu germà Mohammad, que treballava d'enginyer a Al-Kuwait.

### Migració a Kuwait
A finals de setembre de 1963, un cop acabat el primer curs, decidí emigrar a Kuwait a la recerca d'una nova feina i el suport mutu de Mohammad. A mitjans de desembre li fou assignada una plaça de professora a Al Jahra, a uns 32 quilòmetres de la capital kuwaitiana. Durant aquells tres mesos sense feina, presencià per televisió l'assassinat i enterrament del president dels Estats Units John Fitzerald Kennedy, esdeveniment que li provocà llàstima i plor. Si bé, fins al moment, considerava els Estats Units com «una nació de monstres i pocavergonyes capaços de perpetrar qualsevol crim concebible» i Kennedy com un «aristòcrata sofisticat» i «enemic de classe», s'identificà profundament amb la joventut estatunidenca que l'estimava i l'admirava sincerament, així com tingué la percepció, de la mateixa manera que d'altres àrabs, que l'ex-president hauria treballat per a la restauració dels drets dels palestins. No obstant això, aquest sentiment d'esperança s'esvaí amb la «voracitat de Lyndon Johnson» i la «hipocresia de Richard Nixon», els successors de Kennedy al capdavant de la Casa Blanca.
Ja a Al Jahra es trobà un ambient rural molt poc avesat a l'oci que requerien les seves necessitats, arribant a qualificar-la de «ciutat de l'avorriment mortal», així com tampoc a les dinàmiques polítiques a les quals estava acostumada. Aquestes condicions materials de l'entorn, juntament amb un estricte règim de treball en un campus molt restringit, feren que s'hi trobés incòmode. En aquelles instal·lacions docents, si bé egipcis, palestins i sirians foren les comunitats més nombroses, es percebí una sensació d'exclusió per part del govern kuwaitià, malgrat que totes fossin àrabs. No obstant, aquesta pluralitat d'orígens comportà una gran riquesa lingüística, en forma de varietats dialectals de l'àrab, que l'engrescà a valorar-ho com un dels fets més positius de la seva estada al campus. En el centre docent, s'avesà a seguir la campanya d'adoctrinament d'estudiants en el nasserisme, tot i que entre el professorat sorgiren debats entorn de la incapacitat del pensament per a unificar i defensar el Món àrab. Un dels incidents més destacats en aquell temps fou el conflicte despertat amb la direcció del centre davant la prohibició de vestir amb màniga curta, pauta de comportament preceptiva a tot el país, a risc de ser expulsada malgrat la calor sufocant dels estius. La desavinença finalitzà amb la redacció d'una circular recomanant el trasllat de Khaled a un altre centre, motiu que li fou de gran satisfacció.
A finals de juny de 1964 retornà a terres libaneses, dinàmica que es repetí anualment en els sis anys vinents, per a poder traçar el seu camí dins de la clandestinitat. Un dels viatges més amargs a Kuwait fou a la tardor de 1966 quan hi viatjà per la mort del seu pare, després de patir quatre anys de malaltia. Aquell mateix any, una nova mala notícia tenyí la família després que el govern kuwaitià expulsés el seu germà Mohammad per activitat política.

### Militància a Fatah
El 18 d'agost de 1967 entrà a militar a la secció kuwaitiana de Fatah, única organització revolucionària tolerada al país, en la qual desenvolupà tasques de recaptació de fons. A la tardor de 1967, un cop passà l'estiu al Líban, viatjà a Kuwait després que el 23 de novembre el president egipci Gamal Abdel Nasser acceptés implícitament en un discurs la resolució 242 del Consell de Seguretat de les Nacions Unides, que legitimà l'expansió territorial de l'Estat d'Israel mitjançant l'ús de les armes a la Guerra dels Sis Dies. Aquell viatge tingué per objecte l'intercanvi d'impressions amb els seus col·legues i plantejar la possibilitat de la lluita armada davant l'escenari d'indignació col·lectiva. Mentrestant, aquell mateix mes en un altre indret, d'altres paisans com George Habash feren el pas i fundaren el Front Popular per a l'Alliberament de Palestina (FPAP), que s'originà del reemplaçament de la branca palestina del MNA Amb el temps, l'FPAP es convertí en la segona facció més potent de l'Organització per a l'Alliberament de Palestina (OAP) tot i la consideració d'organització «terrorista» pel Departament d'Estat dels Estats Units i el Consell de la Unió Europea.
Si bé Fatah renovà la seva activitat a principis de 1968, Khaled tingué interès a participar en l'ala militar de l'organització, malgrat que fos una dona i aquesta tasca quedés restringida exclusivament als homes. Amb el desig de replantejar la situació, es reuní amb un quadre prominent com Fathi Arafat, germà petit del líder de Fatah Iàssir Arafat. En aquella trobada intercanviaren idees i punts de vista, tot abordant el paper de la dona en el conflicte i en l'organització, així com la voluntat explícita de Khaled de participar en accions armades, com per exemple rondes de vigilància o operacions dins de territoris ocupats, ja que fou entrenada per a aquestes funcions durant anys al MNA. Arafat li contestà que ho intentaria gestionar i li contestaria. Un mes després li preguntà si estaria disposada a moure's a la Vall del Jordà (Al Aghwar), però Khaled no rebé més notificació d'Arafat després que li confirmés la disposició d'anar a la llera transjordana del riu Jordà. Amb aquesta manca de comunicació, Khaled donà per entès que Fatah no volia que s'unís a l'ala militar.

### Ingrés a l'FPAP
El segrest del vol El Al 426, efectuat pel nucli jordà de l'FPAP el 23 de juny de 1968 a l'aeroport de Roma-Fiumicino, així com la manca de solucions i la postura acomodada a l'hotel Hilton Nile del Caire dels líders de Fatah i l'OAP, feren que Khaled s'interessés ràpidament per la nova organització marxista-leninista. Malgrat això, la voluntat de trobar l'alternativa militant a Fatah no fou fàcil, ja que els integrants de l'FPAP es trobaven a Kuwait en clandestinitat. A més a més, la voluntat d'ingrés no fou absenta de crítica perquè la seva mare, Jamila Lattuf, la desaprovà. Segons l'activista, Latuff li manifestà «deixa als teus germans anar-hi i convertir-se en lluitadors», però Khaled no volgué quedar en segona línia i contestà que «la crida a la lluita armada era el seu somni». Les comunistes palestines Amina Dahbour, Xàdia Abu Gazala i Rashida Obeida foren les tres principals fonts d'inspiració femenina de Khaled.
Un dia, per accident, topà amb un home que venia postals nadalenques de l'FPAP davant de la llibreria d'Aràbia Saudita, que la cità en un lloc i hora determinats després que Khaled li manifestés l'anhel de contactar amb l'FPAP. En aquella trobada, realitzada el dijous de la setmana següent, entre les 15h i les 16h, a la mateixa llibreria, s'hi presentà Abu Nidal com a representant local de l'FPAP. A partir d'aleshores se succeïren reunions setmanals amb Abu Nidal per a rebre consells de formació i lectures d'instrucció, fins que, a poc a poc, el nivell d'implicació permetí la constitució d'una cèl·lula kuwaitiana de l'FPAP amb altres militants i simpatitzants. Des d'un punt de vista emotiu, un dels punts d'inflexió més importants d'adscripció amb l'FPAP fou l'atac al vol El Al 253, de 26 de desembre de 1968 a Atenes, i la consegüent venjança dos dies després de les forces militars israelianes consistent en bombardejar 13 avions comercials de Middle East Airlines a l'Aeroport Internacional de Beirut. També ho fou el 18 de febrer de 1969 quan s'assabentà del segrest fallit del vol d'El Al a l'aeroport de Zuric, en què hi participà una dona per primera vegada: Amina Dahbour. La reacció fou immediata i es posà en contacte per telèfon amb Abu Nidal, per manifestar-li la seva voluntat d'ingressar a la Brigada d'Operacions Especials, petició que fou acceptada sense problema. A partir d'aleshores, Khaled rebé un «entrenament avançat i altament especialitzat», que hagué de compaginar amb altres tasques de nucli.
Si bé a Kuwait, la política estigué aleshores prohibida per a la dona, Khaled juntament amb cinc dones desafiaren el règim i un matí d'abril de Pasqua musulmana es traslladaren amb caixes de recol·lecta al centre de la capital per a recaptar donatius econòmics per l'FPAP. En aquells temps, decidí guanyar-se uns estalvis, al marge de la militància, treballant de perruquera i impartint classes particulars d'anglès. Sense revelar la seva afiliació política, aconseguí feina durant les dues setmanes de Pasqua musulmana en un saló de bellesa, tasca que li permetí, moderadament, anar difonent el missatge de lluita de l'FPAP entre la clientela. Aquella primavera de 1969, s'acomiadà de l'entorn docent i de les amistats forjades a Kuwait i emprengué camí a Transjordània, juntament amb una pistola assignada. Un cop arribà a la capital fou assignada a un grup de 20 dones de l'organització i destinada a un camp d'entrenament militar al nord d'Amman, on s'amistà amb les compatriotes Rashida Obeida i Faiha Abdulhadi. Setmanes després, fou destinada a Beirut amb totes les seves pertinences per a retrobar-se amb la seva família, acomiadar-se i entrar en acció. D'aquella darrera estada a Kuwait, Khaled destacà el plat de maqluba amb kibbeh a l'estil libanès que preparà la seva mare per a sopar. Un cop retornà a Beirut, el camarada Abu Zeid li anuncià que tenia per objectiu el segrest d'un avió comercial operat per TWA.

### Segrest del vol TWA 840
El 29 d'agost de 1969 es donà a conèixer al món arran de la seva participació, juntament amb Salim Issawi, en el segrest del vol 840 de l'aerolínia TWA. El Boeing 707-331B, que unia l'Aeroport Internacional Leonardo da Vinci de Roma amb l'Aeroport Internacional Ben Gurion de Tel-Aviv, fou segrestat abans que fes l'escala prevista a l'Aeroport Internacional d'El·linikó d'Atenes. Els dos segrestadors embarcaren armats, fent-ho Khaled amb una pistola i una granada de mà, mostrant-les tan bon punt abordaren la cabina al crit de «Som el moviment palestí prenent el control de l'aeronau», segons afirmà el copilot de l'avió Harry Oakley. Sota el nom d'«escamot Che Guevara» i batejant el vol com a «FPAP-Palestina Lliure», el feren redirigir a l'Aeroport Internacional de Damasc. Khaled obligà el pilot a sobrevolar Haifa per tal de poder veure de nou la seva ciutat natal. Aquesta maniobra suposà per ella «un dels moments més feliços» de la seva vida i, amb el segrest estigué igualment «feliç perquè estava fent quelcom pel seu poble».
Segons algunes fonts, la direcció de l'FPAP pensà que Yitshaq Rabbín, aleshores ambaixador israelià als Estats Units, estava a bord, però aquest fet no es produí, ja que desistí d'embarcar per un canvi de plans d'última hora. Tanmateix, el diplomàtic que sí que es trobava a bord era l'estatunidenc Thomas D. Boyatt. Un cop el Boeing s'apropà a Damasc, ja amb el dipòsit quasi sense benzina, els segrestadors el feren aterrar a la pista més allunyada de la terminal. A continuació, feren evacuar els passatgers i la tripulació de la nau, operació que es realitzà en menys de tres minuts degut a la situació de por col·lectiva, i feren esclatar la cabina encenent el fusible de l'avió, sense que hi hagués cap mort ni cap ferit perquè es garantí prèviament que es trobés buit. Khaled assegurà que tenien «instruccions molt estrictes de no ferir ningú, així com de tractar amb cura al pilot i la tripulació, ni tan sols atemorir-la». Els passatgers no-israelians foren posats en llibertat immediatament. Dels passatgers israelians, les autoritats sirianes mantingueren retingudes les quatre dones durant un dia, mentre que els dos homes ho estigueren fins al desembre, moment en què foren intercanviats com a presoners de guerra amb el govern israelià.
Pel que fa als segrestadors, foren alliberats sense càrrecs després de sis setmanes d'interrogatoris i vagues de fam intermitents. Tan bon punt estigueren en llibertat, Issawi viatjà a la ciutat síria d'Homs per a visitar breument els seus pares, i Khaled es desplaçà fins al Líban quan s'assabentà que el seu germà Walid havia patit una pallissa per part de gendarmes libanesos després de saber-se la identitat de la segrestadora. En acabat, Khaled viatjà de nou a Amman per a seguir la seva feina al camp de refugiats d'Al-Wehdat.

### Ressò internacional
Del segrest ençà fou considerada a Occident com una «terrorista» i als països àrabs com una «heroïna», tot i que la percepció no fou unànime a cada bloc. A Occident, alguns col·lectius i personalitats de l'esquerra veieren en Khaled la figura més prominent de l'activisme revolucionari femení contra el sionisme i els seus abusos. I, en canvi, als països àrabs, l'acció no fou aprovada per alguns palestins, que pensaren que el segrest contaminaria la imatge del poble palestí davant del món, més que no pas ajudaria els refugiats, tot provocant la vinculació intrínseca de «terrorisme» amb la Resistència palestina. Segons Khaled, «com a organització no ens volíem exposar als mitjans de comunicació. Es tractava d'una nova era i no pensàvem en els mitjans de comunicació com un mitjà de lluita. No hi havia satèl·lits, ni internet, ja saps, tot era local. Depeníem més de la ràdio que de la televisió».
Entre el desembre de 1969 i el febrer de 1970 realitzà una gira pel Golf Pèrsic i l'Iraq, juntament amb altres companys de l'FPAP com Salah Salah, Rashida Obeida, Salim Issawi i Talaat Yacoub, amb l'objectiu de promocionar la causa i recaptar fons per a l'organització. Alguns comentaristes afirmaren que, durant la fira, l'FPAP rebé una gran donació econòmica de la família reial d'Abu Dhabi. La resposta popular fou molt exitosa i ajudà a consolidar encara més les figures públiques de l'FPAP, com ara Khaled, abans del seu retorn a Amman. No obstant això, aquella primera experiència pública als mitjans de comunicació li provocà un sentiment d'ambivalència que resumí en paraules com «vam aprendre'n que no podem exposar a tothom, és suficient que ho faci una sola persona i ja està».
Fruit de la gran popularitat i difusió que tingué una fotografia on hi apareixia, decidí sotmetre's a una operació de sis intervencions de cirurgia plàstica al Líban. El propòsit de tal acció fou modificar-se el nas i la barbeta, tot camuflant la seva identitat i poder formar part d'un segrest ulterior, a la vegada que rebutjar una cara icònica que desaprovava. La dolorosa operació quirúrgica amb anestèsia local, i no general, per a poder supervisar la pròpia seguretat, es realitzà el 13 de març de 1970 en un hospital d'Armènia. La recuperació, que trigà dos mesos, també fou complicada perquè la infermera no parlava ni anglès ni àrab, obligant que tota comunicació es fes en llenguatge de signes. En aquella fotografia, realitzada per Eddie Adams i àmpliament difosa pels camps de refugiats de Cisjordània, Gaza i la diàspora, apareixia aguantant un fusell d'assalt AK-47, vestint la tradicional keffiyeh i lluint per anell una bala subjectada amb l'anella de la primera granada de mà que usà durant la seva instrucció militar.

### Setembre Negre de Jordània
Ja abans de la internacionalització de la causa revolucionària, i fins i tot abans del segrest del vol, les tensions entre el rei Hussein I de Jordània i fedaïns palestins en territori transjordà anaren en augment. Si bé la victòria en la batalla de Karameh, de la Guerra dels Sis Dies, donà una sensació de força i cohesió de la coalició àrab, la realitat fou que les relacions es deterioraren ràpidament sent la presència de guerrillers palestins al regne haiximita un problema d'ordre públic. La clara voluntat del rei Hussein d'expulsar-los comportà una important revolta palestina, especialment forta entre el 16 i el 27 de setembre de 1970, coneguda com a Setembre Negre de Jordània.
Aquell mateix mes de febrer de 1970, es consumà un dels episodis previs a l'esclat de la revolta, quan el rei Hussein promulgà diversos decrets restrictius per a la comunitat palestina, consistent en la prohibició de la Resistència a les ciutats, el tancament dels seus mitjans de comunicació i la dissolució de les assemblees públiques. Com a resposta a les polítiques repressives, cada sector rebel prengué mesures, sent Khaled assignada al camp de Schular, prop de Zarqa, a fer lectures públiques contra els decrets, tot associant la política de Hussein a la d'Israel i dels Estats Units. La resposta governamental a aquestes accions de denúncia fou el tall del subministrament d'electricitat i aigua potable als camps.
A la segona lectura assignada, aquesta a l'Escola Jabel Altaj, es trobà amb el públic dispersat a trets de metralleta de les forces militars i, seguint el consell del comandant local de l'FPAP, tornà provisionalment al camp de refugiats d'Al-Wehdat. El 9 de febrer de 1970 es trobà amb la responsabilitat de tenir cura de la Samira, germana del seu promès i company de militància Bassim, que vingué des de Bagdad per a validar la conveniència de Khaled com a esposa, tot i que reberen l'aprovació de l'FPAP abans que les famílies ho sabessin. Tot i que la Samira ni militava a l'FPAP ni havia rebut entrenament militar manifestà que estava disposada a assumir els riscos de l'acció revolucionària d'aquells dies per tal de no entorpir la tasca de la promesa del seu germà. En aquest sentit, es desplaçaren cap al barri de la capital transjordana de Jabal Amman, armades amb una pistola i una granada de mà, amb l'objectiu de fer arribar uns missatges. Poc abans d'arribar, sentiren intercanvis de trets de bala i l'advertència de membres de Fatah de no continuar per la seva alta perillositat: la zona estava incendiada i la població estava sent evacuada. Retornaren al camp d'Al-Wehdat i avisaren el despatx militar de la situació, mentre el quadre superior de l'FPAP, George Habash, les hi ordenà la fabricació intensiva de bombes de gasolina contra els soldats de Hussein I, davant la immediatesa del xoc. A mitjanit, juntament amb Soulafah, es desplaçà de nou a Jabel Amman, vestida de civil, per a inspeccionar la zona durant unes hores. L'endemà, el 10 de febrer, fou el primer atac massiu a la resistència palestina des del novembre de 1968 i Khaled, juntament amb Waddat, s'encarregà d'agitar les masses congregades a la mesquita perquè es manifestessin en defensa de la revolució.
Durant la primavera i l'estiu de 1970, seguí realitzant les tasques assignades com a membre de l'FPAP, especialment les que feren referència a la captació de fons econòmics, ja fos venent exemplars d'Al-Hadaf, setmanari vinculat a l'FPAP, com recollint bons d'ajut d'amistats i simpatitzants d'Europa i Amèrica. Paral·lelament, Khaled inicià la seva fase d'entrenament per a operacions estrangeres, concretament la de tornar a segrestar un avió comercial, mentre els seus companys de militància pensaven que treballava a la localitat transjordana d'Irbid i la seva família que ho feia a Egipte.

### Segrest del vol El Al 219

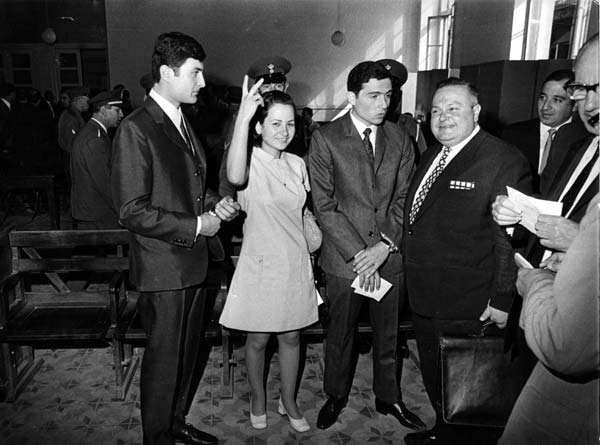
Recepció de Leila Khaled a Damasc després de la detenció de 1970

El 6 de setembre de 1970 l'FPAP intentà segrestar cinc avions al mateix temps. Khaled, juntament amb el sandinista nicaragüenc-estatunidenc Patrick Argüello, tingueren la tasca de sabotejar el vol El Al 219 que unia l'Aeroport Internacional Ben Gurion de Tel-Aviv amb l'Aeroport Internacional John F. Kennedy de Ciutat de Nova York, a partir del moment que fes escala a l'Aeroport d'Amsterdam-Schiphol, i fer-lo aterrar a l'aeròdrom jordà de Dawson's Field, pista d'aviació abandonada que antigament fou usada per la Royal Air Force del Regne Unit. No obstant, i a diferència de l'anterior segrest, aquesta operació no reeixí.
Khaled i Argüello es trobaren, per primera vegada, al mes de setembre mateix, davant de la terminal aèria de Stuttgart per a confirmar les tasques i repassar el pla minuciosament. L'endemà, volaren plegats fins a Amsterdam, fent abans escala a Frankfurt del Main. Si bé viatjaren amb els falsos noms de Sr. Díaz i María Sánchez, ambdós de nacionalitat hondurenya, no aixecaren sospites més enllà d'una inspecció rutinària a Argüello a la ciutat d'escala alemanya. El 6 de setembre es tornaren a trobar, aquesta vegada davant del taulell d'El Al de l'aeroport neerlandès, però aquell dia estava tancat i, per tant, l'embarcament es complicà. Sortosament per a ells, la interacció amb una hostessa de KLM permetí establir contacte amb els agents responsables de l'aerolínia i facilitar l'accés al vol, no sense abans haver passat un petit escorcoll d'equipatge de mà i un breu intercanvi de paraules a tall d'interrogatori.
Khaled ingressà al vol amb dues granades de mà i Argüello amb una pistola i una granada de mà. La parella s'assegué a la segona filera de classe turista, després d'haver-se canviat de lloc en dues ocasions. Mitja hora després de l'enlairament, cap a les 14 h, quan sobrevolaven el Canal de la Mànega, i davant la sospita de ser vigilats per un agent israelià de paisà, decidiren entrar en acció. Després que Khaled tragués les anelles de seguretat de les granades i Argüello brandés la pistola, s'aproparen a la cabina, sota amenaça de fer esclatar l'avió, xiuxiuejant «no us mogueu» a la tripulació de primera classe i personal de vol present. En aquell moment, tres hostesses s'acostaren armades amb una pistola cadascuna, caient una d'elles en el camí. Mentre Argüello les mantenia sota control i amenaça, Khaled feu posar dempeus la que havia caigut i li ordenà que obrís la porta d'accés als comandaments del vol. A ritme tremolós, obrí una primera porta però la segona s'havia d'obrir des de dins. Davant d'aquesta situació, els pilots obriren una espiera a la porta i Khaled els mostrà les granades que duia.
Pocs segons després, l'avió començà a fer voltes i Khaled fou placada per passatgers i agents de seguretat, que li trencaren algunes costelles. En un intent per a defensar-la, Argüello intentà disparar contra els seus assaltants però un passatger aconseguí colpejar-lo amb una ampolla de whisky mentre un dels agents de seguretat israelià inicià un tiroteig amb ell. Fruit de l'intercanvi de trets, Argüello ferí una hostessa, llançà una granada de mà sense activar i rebé un tret de bala. Els segrestadors quedaren del tot desbordats per la situació quan el pilot de l'aeronau inicià un descens vertiginós per a fer perdre l'equilibri als segrestadors, en què Khaled caigué a terra, i fer un aterratge d'emergència a l'Aeroport de Londres-Heathrow.
Finalment, Khaled fou detinguda i traslladada a la comissaria de policia d'Ealing, un barri residencial a l'oest de la capital anglesa, mentre que Argüello morí poc després de l'aterratge, camí de l'hospital, a causa de les ferides de bala. Com a testimoni dels fets, Khaled reivindicà que Argüello fou abatut, a sang freda, un cop restava immòbil a terra. També afirmà que les granades de mà eren «només de broma», i es queixà d'agònics maltractaments per part dels passatgers. L'1 d'octubre, després de passar 28 dies detinguda, fou alliberada, juntament amb sis altres presos de l'FPAP, que restaven en dependències alemanyes i suïsses (tres d'ells eren els responsables del segrest del vol de Zuric de febrer de 1969), en un intercanvi d'ostatges fet amb presos en un segrest posterior. La contraprestació de l'intercanvi foren els passatgers i tripulants dels segrestos fructuosos de Dawson's Field, els quals foren alliberats a Amman pocs dies després, així com 40 ciutadans acusats de format part de les forces militars israelians, que foren alliberats més tard.

### Quadre revolucionari
Poc després es traslladà a Damasc, on fou rebuda com a «heroïna» i «lluitadora per la llibertat», abans de tornar a la seva feina, a Beirut. Tot i així, en tot moment mantingué una mobilitat constant per qüestions de seguretat. Durant el breu pas per Síria fou reconeguda com a quadre polític consolidat, esdevenint membre del comitè central de l'FPAP, així com secretària general de la Unió General de Dones Palestines (UGDP) i, més tard, membre del Consell Nacional Palestí (CNP). D'aquesta forma, i amb la decisió de l'OAP d'abandonar la tàctica de segrests d'avions, s'acabà la seva etapa de lluita armada. Malgrat això, aquest fet no cessà la persistència dels serveis d'intel·ligència israelians del Mossad d'assenyalar-la en el punt de mira, si bé acabaren matant, per error o per decisió, una de les seves germanes. Concretament, el Nadal de 1975, tornà al Líban per a veure la seva germana i se la trobà morta a casa seva, al costat del cadàver del seu xicot, tots dos morts de trets de bala.
El novembre de 1970, quan encara no passaven dos mesos de la seva excarceració, es casà amb Bassim, l'home que li ensenyà per primera vegada a subjectar una arma. Es tractava d'un comandant militar iraquià de l'FPAP que, anteriorment, havia sigut empresonat durant 10 anys al seu país d'origen per la seva vinculació amb el Partit Comunista Iraquià. Això no obstant, la parella finalitzà el matrimoni de mutu acord, en el moment que l'augment de tensions amb Jordània comportà una major pressió d'ell per anar al front i l'augment de les amenaces d'Israel precipità el pas a la clandestinitat d'ella. L'any 1973, davant d'aquesta situació de perill permanent, decidí traslladar-se a viure al camp de refugiats de Xatila, de Beirut, per «estar amb la gent i treballar amb la gent». Dos anys després, coincidint amb el judici per l'atemptat contra l'Old Bailey de 1973, comès a Londres per l'IRA Provisional, l'edició del 25 de setembre de 1975 del periòdic anglès Daily Mirror comparà les acusades irlandeses Marian i Dolours Price de ser igual de sanguinàries que Khaled, argumentat-ho com «una perillosa conseqüència del feminisme: [ser] més mortal que l'home».
L'any 1978 abandonà el país per a estudiar Història a la Unió Soviètica, on conegué el seu segon marit, un estudiant de Medicina i company de l'FPAP, Fayez Rashid Hilal. Però, dos anys després de començar els estudis, fou reclamada per tornar al Líban i treballar per la resistència des de les oficines de l'OAP. L'any 1994 fou autoritzada a assistir a Gaza a una trobada històrica del Consell Nacional Palestí, també conegut com a parlament a l'exili, per a esmenar la Carta de l'OAP. Des d'aleshores, viu a Amman, Jordània, amb el seu marit i els seus dos fills, Bader i Baixar, nascuts a la dècada de 1980 fruit de la relació.

## Opinió i conferències

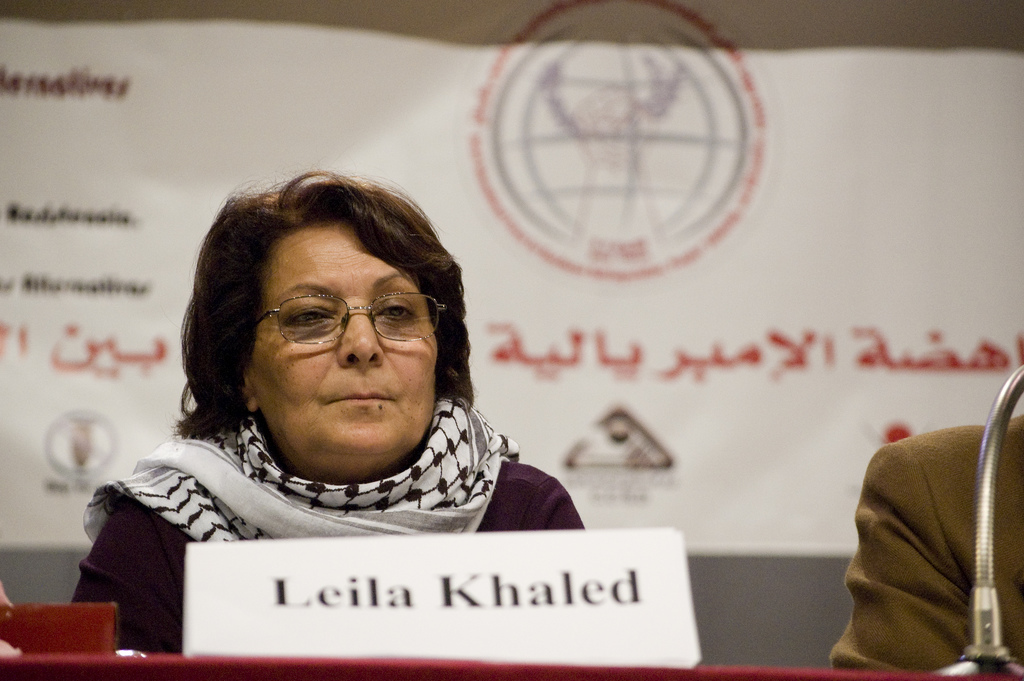
Conferència de Leila Khaled

En algunes entrevistes manifestà que tenia una especial estima pel Regne Unit a partir de la seva primera visita a la presó on un oficial d'immigració volia saber per què havia arribat al país sense un visat vàlid. També establí vincles de relació amb les dues policies assignades per protegir-la a Ealing amb qui més tard s'intercanviaren correspondència. Khaled continuà tornant al Regne Unit per mantenir converses fins a finals de 2002.
L'any 2005, després d'haver pogut accedir al Regne Unit dues vegades sense problema gràcies a la invitació del diputat George Galloway, l'ambaixada britànica li negà el visat per assistir a un acte del Féile an Phobail, a Belfast, on fou convidada com a ponent. Finalment hi participà a través d'una videoconferència des de Dublín, en la que es convertí en la primera vegada que visitava el país celta. Posteriorment, a la nit, realitzà una xerrada a Dublín, i l'endemà una a Cork i una altra a Kinsale.
En aquell mateix viatge, en una entrevista realitzada a An Phoblacht, periòdic del partit Sinn Féin, fou interpel·lada sobre les capacitats de la lluita armada com a mitjà polític en un escenari post-11-S. En aquest sentit, Khaled respongué que no es tractava d'una opció escollida amb anhel, sinó d'una situació a què hom es veu forçat, exposant que és «absolutament natural que on hi ha una ocupació hi hagi una resistència».
Khaled no es fia del procés de pau araboisraelià. Segons ella, «No és un procés de pau. És un procés polític en què la relació de forces és per als israelians i no per a nosaltres. Ells tenen totes les cartes per jugar i els palestins no tenen res a dependre, sobretot quan l'OAP no està unida». S'involucrà políticament convertint-se en membre del Consell Nacional Palestí i apareixent regularment al Fòrum Social Mundial.
El 2011 realitzà una gira de conferències per Suècia, incloent-hi discursos en manifestacions del Primer de Maig del Partit Comunista de Suècia i l'Organització Central de Treballadors de Suècia, en una galeria d'art pública, a la Universitat de Södertörn i en un seminari organitzat pel Partit de l'Esquerra suec.
El novembre de 2017 li fou refusat el visat d'entrada a Itàlia, en aquest cas a l'aeroport de Roma-Fiumicino, i es veié forçada a tornar a Amman en tant que membre d'un grup considerat terrorista per les autoritats italianes.
L'any 2018 la seva presència tornà a ser polèmica a Irlanda i a Anglaterra. En ocasió del 70è aniversari de la Nakba i la Gran Marxa de Retorn, Anti Imperialist Action Ireland i Lasair Dhearg organitzaren una trobada en un club vinculat a l'Organització de Mestres Nacionals Irlandesos (INTO) de la capital irlandesa, en la qual estava prevista la seva intervenció per videoconferència. Malgrat que l'acte es realitzà en un recinte privat i no comportà l'entrada de Khaled a territori irlandès, les autoritats israelianes exerciren pressió perquè no es dugués a terme. En aquest sentit, el ministre d'Afers Estratègics d'Israel, Gilad Erdan, envià una carta de protesta al ministre d'Educació d'Irlanda, Richard Bruton, perquè impedís la connexió considerant-la «teatre de l'absurd». Tres mesos després, a mitjans d'agost, sortiren a la llum fotografies inèdites d'una manifestació pro-Palestina, celebrada el maig de 2002 a Londres, on apareixia Jeremy Corbyn, líder del Partit Laborista britànic, compartint escenari amb Khaled i fent crides al boicot d'Israel. Aquestes imatges foren utilitzades per l'oposició per a alimentar la polèmica de la seva presència, l'octubre de 2014 a Tunis, en una cerimònia de lliurament de corones de flors a les tombes de Salah Khalaf i Atef Bseiso, polítics palestins propers a Setembre Negre i presumptes col·laboradors de la massacre de Múnic de 1972.
L'any 2019 assistí a casa de la periodista i activista kurda Leyla Güven, en el seu 159è dia de vaga de fam, en què reclamà el final de l'aïllament del líder kurd pres Abdullah Öcalan. També realitzà visites a Dersim Dağ, Tayip Temel i Murat Sarisaç, tots tres parlamentaris del Partit Democràtic del Poble (DHP) d'Amed en vaga de fam per la mateixa raó. D'aquesta forma, Khaled mostrà novament el seu compromís de solidaritat amb la causa d'emancipació del Kurdistan.
A mitjans de setembre de 2020 es prevista la seva participació en una conferència virtual, a través de Zoom, a la Universitat Estatal de San Francisco, organitzada per les professores Rabab Abdulhadi i Tomomi Kinukawa. Després que la plataforma jueva End Jewish Hatred fes pressió, Zoom Video Communications, juntament amb YouTube i Facebook, impediren que la conferència utilitzés el seu programari i plataformes de videoconferència, en compliment de la legislació antiterrorista, la de sancions i de la control de les exportacions dels Estats Units.
Pel que fa a la religió, opina que es tracta d'un aspecte que ha de romandre en l'esfera estrictament personal. Malgrat haver nascut en una família practicant de l'islam, es considera una persona poc religiosa que practica els «valors de la Humanitat, [els quals] també són mencionats a l'Islam: com ara ser honest o ajudar el pobre». En nombroses ocasions manifestà ser enemiga del sionisme i no dels jueus o el judaisme, i que el seu fanatisme és Palestina i el seu poble.

## Obres
Khaled ha realitzat múltiples intervencions en actes polítics, no obstant, la seva participació en publicacions escrites es veu recollida en els següents títols:
- Women's Liberation (en anglès). Beirut: Front Popular per a l'Alliberament de Palestina, Departament d'Informació, 1971.[103]

- My People Shall Live: The Autobiography of a Revolutionary (en anglès).  Londres: Hodder & Stoughton Ltd., 1973. ISBN 978-03-401738-0-0.[104]

Aquest llibre autobiogràfic, editat a partir d'entrevistes realitzades el 16 de desembre de 1970, el 4 de gener i 23 de juliol de 1971 pel seu company de militància George Hajjar, la catapultà internacionalment com a icona revolucionària. Si bé és cert que es tracta d'una autobiografia, convé destacar que només recull els seus primers 25 anys de vida: des del seu naixement fins l'alliberament de la detenció pel segrest del vol El Al 219. L'any 2014 fou publicat en català a Manresa per l'editorial Tigre de Paper edicions, amb el títol El meu poble viurà. Autobiografia d'una revolucionària i l'ISBN 978-84-941664-2-6, essent de moment seva única obra disponible en aquesta llengua.
- Palestine: existences-résistances (en francès).  París: Le Passager Clandestin, 2008. ISBN 978-29-169521-2-3.

L'autor d'aquest recull de fotografies costumistes de la societat palestina és el fotoperiodista brasiler Rogério Ferrari. No obstant, el paper de Khaled en l'obra se centra en la redacció dels textos.

## Presència en terres de parla catalana
Fins en tres ocasions s'ha arribat a convidar Leila Khaled a fer xerrades en indrets dels Països Catalans, no sempre arribant a materialitzar-se. Convé destacar que la seva presència ha estat motiu de controvèrsia i ha donat fruit a pressions de partidaris i detractors, fins al punt d'arribar-se a denegar el seu visat d'entrada en alguna ocasió.
La primera vegada que s'esperava la seva visita fou l'any 2008 com a ponent d'una xerrada del Consell de la Joventut de Barcelona, un òrgan institucional vinculat a l'Ajuntament de Barcelona, i també patrocinada per la Diputació de Barcelona, l'Agència Catalana de Cooperació al Desenvolupament de la Generalitat de Catalunya i el Ministeri d'Afers Exteriors i de Cooperació d'Espanya. Segons algunes fonts, la publicació d'un article del periodista Alfons Quintà al Diari de Girona, denunciant la xerrada i condemnant l'activitat política de la ponent com a «terrorista», fou el detonant perquè es presentés una denúncia a la fiscalia de l'Audiència Nacional espanyola, que acabaria amb la denegació del visat. D'aquesta forma, i davant del veto, la xerrada fou impartida per Salah Salah, president del comitè de refugiats del Consell Nacional Palestí, mentre que les previsions per una posterior xerrada a València foren desestimades.
La segona vegada sí que pogué accedir i fou la visita que realitzà el març-abril de l'any 2017 per diferents localitats del País Valencià, gràcies a la invitació feta pel comitè BDS País Valencià i coincidint amb el Dia de la Terra Palestina (30 de març). Concretament, realitzà una xerrada al saló d'actes de l'aulari II de la Universitat d'Alacant a Sant Vicent del Raspeig el mateix 30 de març, i una altra l'endemà, 1 d'abril, al barri de Velluters de la ciutat de València.
A la xerrada de València, criticà que les negociacions dutes a terme per l'Autoritat Nacional Palestina, sense tenir en compte l'alliberament dels presos, la persecució de palestins fins i tot dins dels assentaments, l'apartheid incessant i l'espoli dels béns essencials (terra, aigua, cultius, etc.), només feien que dividir el poble palestí. També considerà la necessitat de mantenir la forta pressió de la campanya internacional de Boicot, Desinversions i Sancions a l'estat d'Israel, que ja li havia costat unes pèrdues valorades en més de 31 milions de dòlars, així com solidaritzar-se amb les persones represaliades que en prenen part. Com a cas paradigmàtic, cità les vuit persones de València encausades per haver demanat, a través de les xarxes socials, el boicot a l'actuació del cantant sionista Matisyahu al festival Rototom Sunsplash de 2015, petició judicial que acabà arxivada sense condemna l'any 2021. Finalment, denuncià el paper col·laboracionista d'Israel i l'Aràbia Saudí a les guerres de Síria, de Líbia i del Iemen, recordant que Palestina era un altre exemple de guerra sostinguda en el temps, igual de sanguinària però potser fins i tot més cruel, empenyent el poble palestí a la resistència i l'autodefensa contra els invasors.

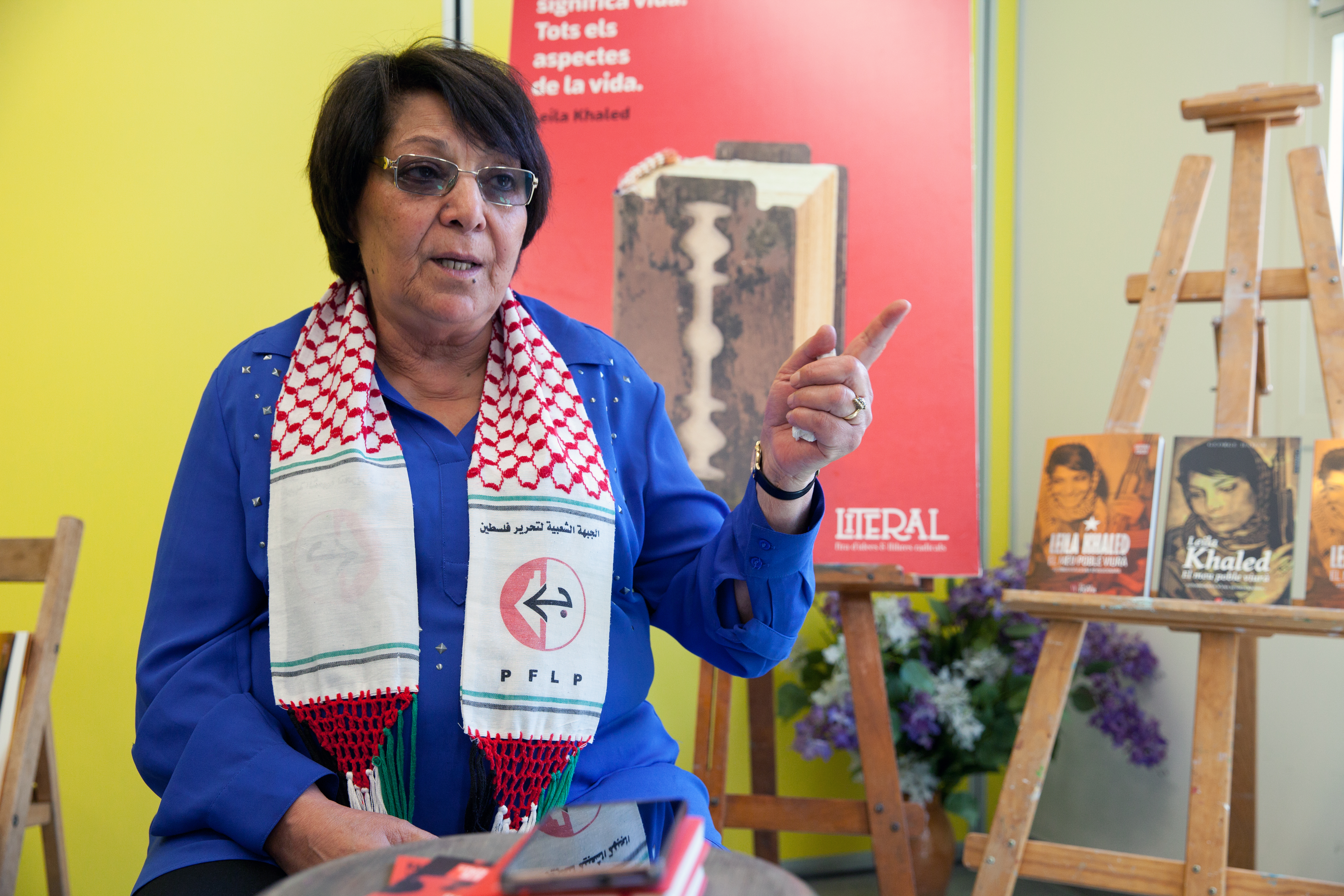
Khaled a la presentació de la 2a edició en català del seu llibre a la Fira Literal de 2017

La tercera vegada que també hi pogué accedir fou un mes després a Barcelona. En aquella ocasió, assistí com a ponent a una conferència de la Fira Literal, prevista pel 14 de maig, que no estigué absenta de polèmica. La seva presència polemitzà entre sectors de la comunitat jueva i la secció municipal del Partit Popular. El 8 de maig, el regidor i portaveu Alberto Fernández Díaz (PP) manifestà el seu rebuig a la invitació, titllant Khaled de «terrorista» i exigint explicacions sobre els 12.000 euros que l'Ajuntament de Barcelona aportà a l'esdeveniment, juntament amb la cessió temporal de l'equipament municipal de Fabra i Coats, així com rebre informació del cost de les banderoles publicitàries de la xerrada amb la seva imatge. Tres dies després, l'11 de maig, la Lliga Internacional Contra el Racisme i l'Antisemitisme (LICRA Catalunya) i B'nai B'rith Nahmànides Barcelona presentaren davant del Fiscal en cap de l'Audiència Nacional espanyola, Javier Zaragoza, una denúncia contra Khaled per tal que no li fos concedit el visat d'entrada al territori de la Unió Europea. L'escrit de denúncia sol·licità l'obertura de diligències amb caràcter d'urgència a la vista que «aquests fets podrien ser constitutius de diversos delictes incloent els d'integració en organització terrorista, col·laboració amb organització terrorista, apologia i enaltiment del terrorisme, finançament d'activitats terroristes, malbaratament de recursos públics i prevaricació».
No obstant això, la xerrada s'acabà realitzant al lloc i data prevists però es veié immersa en un context de vaga de fam, que pròpiament inicià ella, el 6 de maig, després de la mort del primer vaguista palestí. Concretament, l'acció tingué cabuda en el marc de la Vaga per la Llibertat i la Dignitat a les Presons israelianes que s'inicià el 17 d'abril, diada dels presos palestins. La protesta, secundada per 1.500 presos, la més multitudinària de les darreres dècades, tingué per objectiu una sèrie de demandes com ara el final de les prohibicions de visites de familiars, una assistència sanitària adequada, l'accés a l'educació superior, el final de les cel·les d'aïllament i detenció administrativa, així com de l'empresonament sense càrrecs ni judici.

## Impacte a la cultura popular

Mural de Khaled al Mur de Cisjordània, prop de Betlem.

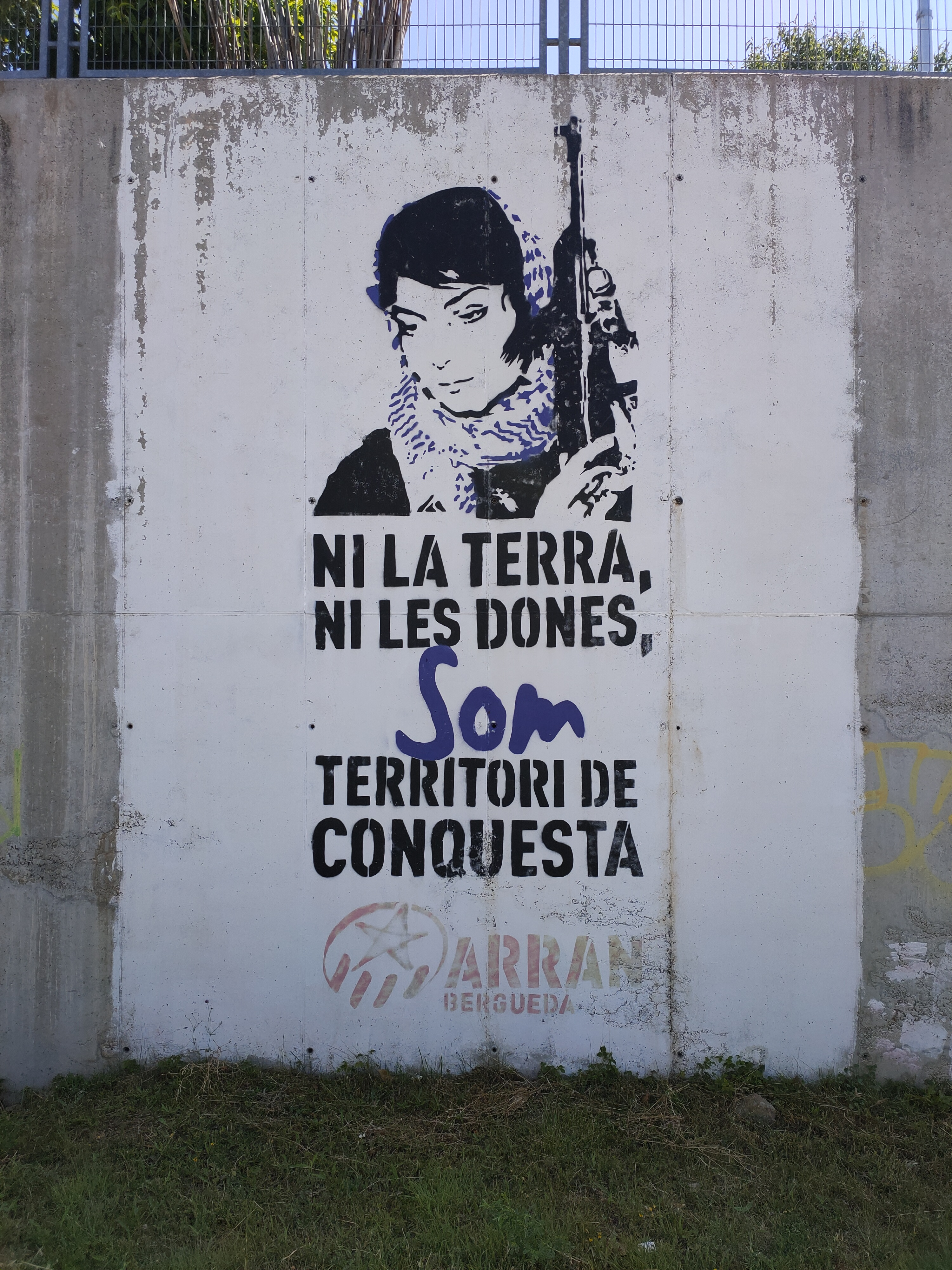
Mural d'Arran al Berguedà.

### Al cinema i la televisió
- Al documental de 2005 Leila Khaled, Hijacker, dirigit per la sueca d'ascendència palestina Lina Makboul i produït a Suècia, explica la trajectòria vital de Leila Khaled.[121] El llargmetratge fou presentat el novembre de 2005 al Festival Internacional de Cinema Documental d'Amsterdam[122] i estrenat a tots els públics el 28 de gener de 2006 a Suècia.[123]

- Al documental de 1993 Jamila's Mirror, dirigit per la libanesa Arab Loutfi i produït per l'anglesa South Productions del Channel 4, també hi apareix. El curtmetratge, de 25 minuts de durada, planteja l'impacte que la figura de l'activista anticolonial algeriana Djamila Bouhired provocà sobre quatre guerrilleres palestines: Rashida Obeida, Aisha Ouda, Rasmeya Ouda i Leila Khaled. A partir d'aquí, s'exposen reflexions sobre el passat, present i futur de la lluita del poble palestí, narrades en primera persona i en format entrevista.[124][125]

- Al documental de 2007 Tell Your Tale, Little Bird, també dirigit per Arab Loutfi, hi apareix de nou. El llargmetratge, de 90 minuts de durada, esdevé una versió ampliada de les entrevistes del documental Jamila's Mirror, afegint material de 1993 de les guerrilleres palestines Amina Dahbour, Theresa Halsa i Wedad Kamary.[126][127]

- Al documental de 2010 Children of the Revolution, dirigit per l'irlandès Shane O'Sullivan i coproduït per Anglaterra, Irlanda i Alemanya, apareix com a figura coetània a les guerrilleres Ulrike Meinhof i Fusako Shigenobu, subjectes protagònics del llargmetratge.[128] Fou presentat el novembre de 2010 al Festival Internacional de Cinema Documental d'Amsterdam.[129]

- El guionista Chris Boucher manifestà que el personatge de Leela, una guerrera salvatge de la sèrie de televisió Doctor Who, s'inspira en Leila Khaled.[130]

### A la música
- «Like Leila Khaled Said» és una cançó de The Teardrop Explodes, de l'àlbum de 1981 Wilder, de gènere romàntic dedicada a Khaled. El músic Julian Cope manifestà que es tractava d'una cançó d'amor per a ella "perquè penso que és molt bonica. Però sé que tot plegat és com una a mala notícia".[131]

- El segon CD de l'àlbum de 2012 Psychedelic Revolution de Julian Cope s'anomena "Phase of Leila Khaled". El primer CD s'anomena "Phase of Che Guevara". Les lletres de l'àlbum contenen diverses referències a manifestacions polítiques, lluita armada i suïcides armats. El llibret d'acompanyament també conté una fotografia de Leila Khaled.

- «Leila Khaled» és una cançó de la banda de rock danesa Magtens Korridorer, la desena de l'àlbum de 2005 Friværdi.[132]

- El grup de hip-hop multiètnic Fun-Da-Mental menciona Khaled a la cançó «Mother India»,[133] publicada l'any 1995 com a senzill.[134] Més endavant fou distribuïda àmpliament als Estats Units per Starbucks a l'àlbum de 2010 Love India.[133]

- «Leila's Ballade» és una cançó del cantautor japonès Panta, de l'àlbum de 2007 Olive no Ki no Shita de. La lletra de la cançó fou escrita per l'ex-membre de l'Exèrcit Roig Japonès Fusako Shigenobu i la seva filla Mei Shigenobu.[135] L'any 2012, Khaled fou invitada a la cerimònia del 40è aniversari de la massacre de l'aeroport de Lod, perpetrada per un grup d'extrema esquerra japonès de Kioto,[136] en què Panta cantà la cançó davant de Khaled.[137]

### A la pintura
- Una pintura creada l'any 1973 pel pintor finlandès Kalervo Palsa, emulant el famós retrat d'Eddie Adams, porta per títol Leila Khaled i s'exposa a la Galeria Nacional de Finlàndia.[138]

- És el motiu central d'un retrat fet exclusivament de pintallavis, The Icon, creat l'any 2011 per l'artista Amer Shomali usant 14 colors i 3500 pintallavis.[139][140]

- Des de 2018, la seva imatge està present en un mural de commemoració al Mur Internacional de Falls Road de Belfast, a Irlanda del Nord. El mural conté, a la dreta, la famosa fotografia feta per Eddie Adams, on apareix subjectant un AK-47, amb la bandera de Palestina al darrere i a l'altre extrem, una imatge del republicà irlandès Charlie Hughes amb una escopeta i la bandera d'Irlanda de fons, ambdues icones franquejant el lema «Our Struggle continues» ("La nostra lluita continua").

- Un mural, pintat en blanc i negre, amb la icònica fotografia d'Eddie Adams, el nom de Leila Khaled en alfabet llatí i àrab, així com la inscripció «Don't forget the struggle» ("No oblidis la lluita" o "No oblideu la lluita"), es pot trobar al Mur de Cisjordània, prop de Betlem.[141]

### A l'hodonímia
- El 29 de novembre de 2018, l'Ajuntament de Johannesburg, Sud-àfrica, canvià el nom del carrer «Sandton Drive» pel de «Leila Khaled Drive» en una votació controvertida.[142] El Consolat dels Estats Units d'Amèrica a Johannesburg es troba justament en aquest carrer.[143]